# Paradoxurus hermaphroditus
Lo zibetto delle palme comune (Paradoxurus hermaphroditus Pallas, 1777), o musang, è un carnivoro della famiglia dei Viverridi diffuso nel sud-est asiatico.

## Descrizione

### Dimensioni
Viverride di medie dimensioni con la lunghezza della testa e del corpo tra 420 e 580 mm, la lunghezza della coda tra 330 e 470 mm e un peso fino a 3 kg.

### Aspetto
Il colore del corpo è grigiastro, con il muso, le orecchie, gli arti e la parte distale della coda nerastri. È presente una maschera facciale, composta da una piccola macchia biancastra sotto ogni occhio e una più grande al disopra, un'altra ai lati di ogni narice e una sottile striscia scura che parte tra gli occhi e attraversa tutto il muso. Sul dorso sono presenti tre serie longitudinali di macchie nere indistinte, che partono dalle spalle e raggiungono la base della coda. Sui fianchi inoltre sono visibili delle macchie scure più nitide, disposte anch'esse in linea.
Le ghiandole perianali emettono una secrezione nauseabonda, che viene espulsa in caso di minaccia. I peli del collo sono diretti all'indietro, le vibrisse sono nere. Le femmine hanno tre paia di mammelle. Le sottospecie si differenziano dalla forma della maschera facciale e dalle dimensioni.

## Biologia

### Comportamento
Questa specie è solitaria, esclusivamente notturna, ed arboricola. Passa l'intera giornata negli alberi cavi. Sono territoriali. Esibiscono considerevole sovrapposizione nelle zone di controllo tra conspecifici. L'organizzazione sociale e l'attività di questi animali dipende dalla distribuzione del cibo e dalla presenza dei predatori più grandi.

### Alimentazione
Principalmente frugivoro, si nutre di bacche, frutta carnosa quali mango, ananas, melone, banane e frutti di specie native di ficus. Fanno parte della sua dieta anche piccoli uccelli, roditori ed insetti. Nel Borneo la metà circa dell'alimentazione è composta da insetti e molluschi. Talvolta si arrampica e succhia la linfa da alcune specie di palme, utilizzate per produrre una particolare bevanda alcolica chiamata Vino di palma.

### Riproduzione
Le femmine partoriscono dai 2 ai 5 cuccioli per volta, dopo circa due mesi di gestazione. I piccoli vengono fatti nascere negli alberi cavi e nei crepacci tra i massi. Entrambi i sessi raggiungono la maturità sessuale a 11-12 mesi. L'aspettativa di vita allo stato libero è di 14 anni mentre in cattività è di 22 anni e 5 mesi.

## Distribuzione e habitat
Questa specie è diffusa nel Subcontinente indiano, in Indocina, Cina, Indonesia e Filippine. Sull'Isola di Sulawesi, sulle Piccole Isole della Sonda e sulle Isole Molucche è stata introdotta dall'uomo in epoca recente.
Vive in molti tipi di habitat, incluse le foreste primarie e secondarie decidue e sempreverdi, piantagioni, aree civilizzate fino a 2400 metri di altitudine.
È una delle più comuni specie di civette delle palme. Sull'isola di Palawan, nelle Filippine, è il Carnivoro più comune.

## Tassonomia

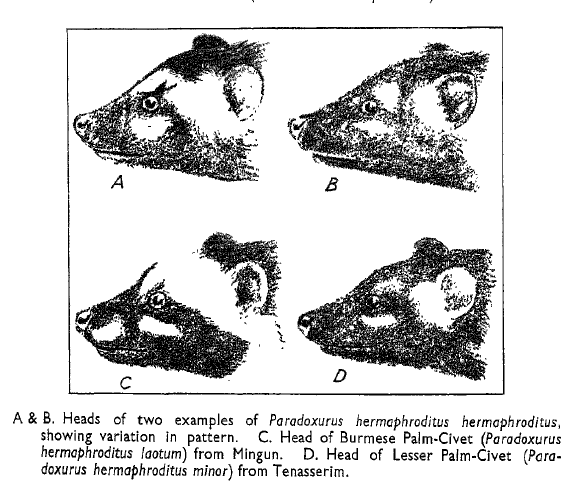
Illustrazione delle variazioni nella maschera facciale in varie sottospecie di P.hermaphroditus. Da: The Fauna of British India, including Ceylon and Burma - Mammalia Vol 1, di Pocock,1939

La suddivisione della specie è in corso di revisione. Tuttavia al momento sono state riconosciute come valide trenta sottospecie:
- P.h. hermaphroditus: India occidentale e meridionale, Punjab, Pakistan orientale;
- P.h. balicus (Sody, 1933): Bali;
- P.h. bondar (Desmarest, 1820): India orientale;
- P.h. canescens (Lyon, 1907): Belitung;
- P.h. canus (Miller, 1913): Terutau;
- P.h. cochiensis (Schwarz, 1910): Vietnam meridionale, Côn Đảo, Cambogia;
- P.h. dongfangensis (Corbet & Hill, 1992): Hainan;
- P.h. enganus (Lyon, 1916): Enggano;
- P.h. exitus (Schwarz, 1911): Provincia cinese del Guangdong;
- P.h. javanicus (Horsfield, 1824): Giava;
- P.h. kangeanus (Thomas, 1910): Kangean, Bawean;
- P.h. laotum (Gyldenstolpe, 1917): Myanmar centrale e meridionale, Thailandia settentrionale e centrale, Koh Chang, Koh Kut, Laos, Vietnam settentrionale e centrale, Province cinesi del Guangdong, Guangxi, Sichuan, Yunnan, Xizang;
- P.h. lignicolor (Miller, 1913): Pagai del nord, Pagai del sud, Siberut, Sipora;
- P.h. milleri (Kloss, 1908): Arcipelago di Mergui: James;
- P.h. minor (Bonhote, 1903): Tenasserim, Thailandia meridionale, Ko Libong, Ko Samui, Phuket, Ko Yao Yai, Ko Lanta, Ko Phangan, Langkawi;
- P.h. musangus (Raffles, 1821): "Zibetto della Sonda" Penisola Malese, Isole Riau, Isole Lingga, Sumatra, Padang, Rupat;
- P.h. nictitatans (Taylor, 1891): India orientale;
- P.h. pallasi (Gray, 1832): Nepal, Sikkim, Bhutan, Assam, Myanmar settentrionale, Provincia cinese dello Yunnan occidentale;
- P.h. pallens (Miller, 1913): Arcipelago di Mergui: Kisseraing;
- P.h. parvus (Miller, 1913): Simeulue;
- P.h. philippinensis (Jourdan, 1837): Filippine: Balabac, Basilan, Biliran, Bohol, Busuanga, Provincia di Camiguin, Catanduanes, Culion, Leyte, Luzon, Marinduque, Maripipi, Mindanao, Negros, Palawan, Panay, Samar, Sanga-sanga, Sibuyan; Borneo, Banggi;
- P.h. pugnax (Miller, 1913): Arcipelago di Mergui: Lampi;
- P.h. pulcher (Miller, 1913): Arcipelago di Mergui: Clara;
- P.h. sacer (Miller, 1913): Arcipelago di Mergui: St.Matthew's e St.Lukes's;
- P.h. scindiae (Pocock, 1934): Madhya Pradesh, India centrale;
- P.h. senex (Miller, 1913): Arcipelago di Mergui: Domel;
- P.h. setosus (Jacquinot & Pucheran, 1853): Sulawesi meridionale, Salayer, Seram, Isole Kai, Isole Aru, Isole Sula;
- P.h. simplex (Miller, 1913): Bangka;
- P.h. sumbanus (Schwarz, 1910): Lombok, Komodo, Sumbawa, Flores, Rinca, Padar, Timor, Roti, Sumba, Wetar;
- P.h. vellerosus (Pocock, 1934): Kashmir.

Recenti studi filogenetici hanno evidenziato l'esistenza di possibili tre specie distinte, P.hermaphroditus, P.philippinensis e P.musangus.

## Rapporti con l'uomo
In alcune parti del suo Areale viene cacciata come cibo o come animale da compagnia. È considerata anche una seria piaga per gli agricoltori, anche se sembra tollerare gli alti livelli di persecuzione.

Su alcune isole dell'Indonesia, i semi di caffè, parzialmente digeriti ed espulsi con le loro feci, vengono raccolti e utilizzati per produrre una ricercatissima varietà di questa bevanda, chiamata kopi luwak.

## Conservazione
La IUCN Red List, considerato il vasto areale, la popolazione numerosa e la presenza in diverse aree protette, classifica P.hermaphroditus come specie a rischio minimo (Least Concern).